# زتا ققنوس
زتا ققنوس یک ستاره است که در صورت فلکی سیمرغ قرار دارد.